# 瑰珀翠
Crabtree & Evelyn是美國護膚品牌，由Cyrus Harvey於1955年在麻省劍橋創辦。
2015年12月，南海控股牽頭財團以約1.75億美元收購擁有Crabtree & Evelyn全球業務的CE Holdings Limited全部股份，其中南海控股佔七成股權。
2018年11月，Crabtree & Evelyn宣布三個月內關閉所有位於香港的24間實體店。
2018年12月，Crabtree & Evelyn加拿大分公司申請破產保護。

## 外部連結
- Crabtree & Evelyn （页面存档备份，存于）